# Alfred Paszkowiak
Alfred Paszkowiak (* 1926 in Berlin; † Oktober 2000 ebenda) war ein deutscher Fotograf und Fotojournalist.

## Leben
1947 machte er ein Volontariat bei einem Theaterfotografen. 1949 wurde er Bildreporter beim Sowjetischen Nachrichtenbüro in Schwerin, 1950 Bildredakteur und Fotograf der Friedenspost. In der Nachkriegszeit (vor dem Mauerbau) arbeitete Paszkowiak noch für Auftraggeber beiderseits der Zonengrenze. 1954 war er freier Mitarbeiter der Zeitschrift Freie Welt, von 1965 bis 1969 Mitglied der Fotografengruppe SIGNUM des Verbandes der Journalisten der DDR. Ab 1977 arbeitete er als Bildreporter bei der Freien Welt. Für diese Illustrierte fotografierte er seit 1962 alle Teilnehmer der Internationalen Friedensfahrt (der bedeutendsten Radrundfahrt der Amateure alljährlich im Mai), die auf der Titel- und Rückseite präsent waren. 
Eine große Expeditionsreise mit Konrad Schmidt, zu der sie zwei Text-Bild-Bände Quer durch den Orient publizierten, wurde von 21 Volkseigenen Betrieben gesponsert.

## Bildbände
- Der Höchstempfindliche bei Tag und Nacht. Fotokino, Halle (Saale) 1959, 2. Aufl. 1962 (mit Wolfgang Krueger)
- Zirkus. Eine unromantische Reportage. Henschel, Berlin 1963 (mit Hans-Jürgen Jessel und Helga Bemmann)
- Quer durch den Orient. Band I: Pässe–Pipelines–Pyramiden. Brockhaus, Leipzig, 1967 (Text: Konrad Schmidt)
- Quer durch den Orient. Band II: Wüsten–Wadis–Wasserräder. Brockhaus, Leipzig, 1971 (Text: Konrad Schmidt)
- Ostern im Heiligen Land. Union, Berlin 1969 (Text: Konrad Schmidt)
- Erfurt. Edition Leipzig, Leipzig 1970, 4. Aufl. 1984
- Bulgarien. Brockhaus, Leipzig 1972, 4. Aufl. 1982
- Weimar. Brockhaus, Leipzig 1975, 2. Aufl. 1977
- Moskau. Brockhaus, Leipzig 1977
- Ein Jahr in Moskau. Brockhaus, Leipzig 1980, 3. Aufl. 1985